# B-24 Liberator
Consolidated B-24 Liberator a fost un bombardier greu american, cvadrimotor, construit de Consolidated Aircraft⁠(en)[traduceți]. A fost produs în număr mai mare decât orice alt avion american din cel de al Doilea Război Mondial și deține încă recordul de cele mai multe exemplare produse pentru armata SUA. A fost folosit de multe dintre națiunile aliate și de fiecare ramură a armatei americane, obținând un palmares de război deosebit pe fronturile din Europa, Pacific sau Mediterana.
Des comparat cu mult mai renumitul B-17 Flying Fortress, B-24 Liberator a beneficiat de o tehnologie mai modernă, având astfel o viteză și rază de acțiune mai mare decât B-17, dar aceeași capacitate de transport și apărare. Totuși, echipajele au manifestat întotdeauna o simpatie mai mare pentru construcția solidă a Fortăreței Zburătoare. B-24 Liberator era celebru pentru ușurința cu care lua foc. Plasarea rezervoarelor în partea de sus a fuzelajului și materialele ușoare folosite la construcția sa pentru a maximiza raza de acțiune și a face mai ușoară asamblarea avionului, au făcut ca acesta să fie vulnerabil la focul artileriei antiaeriene. B-24 era mai dificil de pilotat decât B-17, din cauza suprafețelor mari de control și a aerodinamicii slabe. Cu toate acestea, aparatul a îndeplinit o mulțime de roluri datorită razei mari de acțiune și a capacității mari de transport.
Forțele Aeriene Române au reconstruit cel puțin trei bombardiere B-24D și un model B-24J din avioanele prăbușite în urma raidurilor aeriene de la Ploiești. Primul avion a fost capturat aproape intact în anul 1943, în urma operațiunii Tidal Wave. Au existat planuri pentru înființarea unei escadrile de avioane B-24 prin repararea unor aparate prăbușite, însă proiectul a fost abandonat după 23 august 1944.